# Колодяссы
Колодяссы — село в Хвастовичском районе Калужской области Российской Федерации. Центр сельского поселения «Село Колодяссы».

## Физико-географическое положение
Расположено на Смоленско-Московской возвышенности, между реками Дубна и Ловатянка.

## Этимология
По преданию, название села происходит от местных колодцев. В  XIX веке называлось «Колодязцы».

## История
До революции относилось к Милеевской волости Жиздинского уезда , в селе была земская и церковная школа. В 1851 году  была построена деревянная церковь Николая Угодника, в 1910 году она прекратила своё существование, после постройки церкви в соседнем Милеево.
Большинство жителей села были старообрядцами.
По данным на 1859 год,  Колодяссы  — владельческое село между Болховским и Орловским трактами, 3-го стана Жиздринского уезда, у речки Ястребовка (сейчас на картах не обозначена). В селе была церковь и завод, 1145 жителей.
По данным переписи 1897 года в селе проживало свыше 1500 человек.

## Достопримечательности
- Деревянная церковь Николая Угодика с колокольней построена в 1851 году по прошению княгини Салтыковой.